# 難波酒造
難波酒造（なんばしゅぞう、英文社名：NAMBA Sake BREWERY CO.,LTD. ）は、岡山県津山市一宮に本社を置く1889年（明治22年）創業の酒蔵である。

## 沿革
- 1889年（明治22年） -  岡山県久米郡久米町中北上（現津山市）の地で創業。当時ブランドは「美寿穂」、「鶴の井」、「灘正宗」
- (明治中期)   -  京城（現・ソウル特別市）本町5丁目51番地に進出し醸造を開始。この時、富を久しく迎えるの意味から出雲大社の宮司により「富久迎」 ( ふくむかえ ) と名付けられました。
- 1926年  (大正15年)　-  現在の酒蔵を、親族土居氏より譲受。
- 1997年  (平成9年)    -  弘美、社長に就任、女性当主の酒蔵となる
- 2002年  (平成14年)  -  勝山酒造様より「作州武蔵」の営業権を譲受。
- 2012年  (平成24年)  -  超高級酒「和心」シリーズ発売開始。

## 銘柄
- 『美寿穂』創業時
- 『鶴の井』創業時
- 『灘正宗』創業時
- 『富久迎』
- 『津山城』
- 『作州武蔵』
- 『和心』
- 『剣聖武蔵』『剣豪武蔵』『宮本武蔵』